# In Your Eyes (The Weeknd)
In Your Eyes è un singolo del cantante canadese The Weeknd, pubblicato il 24 marzo 2020 come terzo estratto dal quarto album in studio After Hours.

## Promozione
In Your Eyes è stato annunciato come terzo singolo estratto da After Hours in seguito alla pubblicazione dell'album il 20 marzo 2020, dopo essere stato aggiunto in varie playlist di Spotify e all'entrata in rotazione radiofonica avvenuta il 24 marzo 2020. The Weeknd ha eseguito il brano in un medley con Save Your Tears nell'ambito degli American Music Awards 2020.
Il 21 maggio 2020 è stata resa disponibile una versione remix del brano realizzata con la partecipazione della rapper statunitense Doja Cat. Due giorni prima quest'ultima aveva rivelato su Twitter di aver collaborato con The Weeknd.
Il 16 ottobre 2020 The Weeknd ha pubblicato una seconda versione remix di In Your Eyes, che ha visto la partecipazione del sassofonista statunitense Kenny G.

## Accoglienza
La versione con Doja Cat è stata accolta positivamente dalla critica specializzata. Carl Lamarre di Billboard ha lodato la collaborazione coesiva tra i due artisti, così come Tom Breihan di Stereogum. Mike Wass di Idolator ha elogiato il brano per essersi differenziato dagli altri remix odierni «messi insieme in modo trasandato» e per aver introdotto una prospettiva femminile nel mondo «oscuro e cupo» di The Weeknd.

## Video musicale
Il video, diretto da Anton Tammi, è stato reso disponibile il 23 marzo 2020, un giorno prima dell'uscita del singolo.

## Tracce
Download digitale – versione con Doja Cat
1. In Your Eyes (feat. Doja Cat) (Remix) – 3:57

Download digitale – versione con Kenny G
1. In Your Eyes (feat. Kenny G) (Remix) – 4:16

## Formazione
Musicisti
- The Weeknd – voce, tastiera, programmazione, basso, chitarra, batteria, cori
- Max Martin – tastiera, programmazione, basso, chitarra, batteria
- Oscar Holter – tastiera, programmazione, basso, chitarra, batteria
- Mattias Bylund – arrangiamento ottoni, ottoni sintetizzati
- Nils-Petter Ankarblom – arrangiamento ottoni, ottoni sintetizzati
- Rickard Goransson – chitarra
- Janne Bjerger – tromba
- Magnus Johansson – tromba
- Wojtek Goral – sassofono contralto
- Tomas Jonsson – sassofono tenore
- Michael Engstrom – basso
- Magnus Sjolander – percussioni
- Miko Rezler – percussioni

Produzione
- Max Martin – produzione
- Oscar Holter – produzione
- Shin Kamiyama – ingegneria del suono
- Sam Holland – ingegneria del suono
- Michael Ilbert – ingegneria del suono
- Cory Bice – assistenza tecnica
- Jeremy Lertola – assistenza tecnica
- Șerban Ghenea – missaggio
- John Hanes – assistenza al missaggio
- Dave Kutch – mastering
- Kevin Peterson – assistenza al mastering
- Mattias Bylund – registrazione ottoni e percussioni

## Successo commerciale
In seguito all'uscita dell'album, In Your Eyes ha debuttato alla 16ª posizione della Billboard Hot 100 ed è risultato il terzo singolo più alto di After Hours in classifica nella pubblicazione del 4 aprile 2020. Nella classifica britannica dei singoli, invece, il brano ha esordito al numero 17 grazie a 20 903 unità di vendita.

## Classifiche

### Classifiche settimanali
| Classifica (2020) | Posizione massima |
| ----------------- | ----------------- |
| Australia         | 13                |
| Austria           | 23                |
| Belgio (Fiandre)  | 9                 |
| Belgio (Vallonia) | 1                 |
| Canada            | 13                |
| Croazia           | 11                |
| Danimarca         | 5                 |
| Estonia           | 5                 |
| Finlandia         | 12                |
| Francia           | 31                |
| Germania          | 68                |
| Grecia            | 4                 |
| Irlanda           | 12                |
| Islanda           | 2                 |
| Italia            | 26                |
| Lettonia          | 27                |
| Lituania          | 6                 |
| Malaysia          | 15                |
| Norvegia          | 5                 |
| Nuova Zelanda     | 24                |
| Paesi Bassi       | 19                |
| Polonia           | 1                 |
| Portogallo        | 11                |
| Regno Unito       | 17                |
| Repubblica Ceca   | 9                 |
| Romania           | 56                |
| Russia            | 41                |
| Singapore         | 13                |
| Slovacchia        | 6                 |
| Slovenia          | 11                |
| Spagna            | 70                |
| Stati Uniti       | 16                |
| Svezia            | 7                 |
| Svizzera          | 12                |
| Ucraina           | 57                |
| Ungheria          | 12                |

### Classifiche di fine anno
| Classifica (2020) | Posizione |
| ----------------- | --------- |
| Belgio (Fiandre)  | 20        |
| Belgio (Vallonia) | 7         |
| Canada            | 40        |
| Croazia           | 27        |
| Danimarca         | 21        |
| Francia           | 71        |
| Islanda           | 5         |
| Italia            | 63        |
| Norvegia          | 23        |
| Paesi Bassi       | 45        |
| Polonia           | 8         |
| Portogallo        | 62        |
| Russia            | 171       |
| Slovenia          | 47        |
| Svezia            | 14        |
| Svizzera          | 45        |
| Classifica (2021) | Posizione |
| Croazia           | 86        |
| Danimarca         | 72        |
| Islanda           | 79        |
| Portogallo        | 127       |

## Date di pubblicazione
| Paese                 | Data di pubblicazione | Formato                                           | Note   |
| --------------------- | --------------------- | ------------------------------------------------- | ------ |
| Stati Uniti d'America | 24 marzo 2020         | Airplay                                           | [ 20 ] |
| Italia                | 24 aprile 2020        | Airplay                                           | [ 72 ] |
| Mondo                 | 21 maggio 2020        | Download digitale, streaming (remix con Doja Cat) | [ 73 ] |
| Mondo                 | 16 ottobre 2020       | Download digitale, streaming (remix con Kenny G)  | [ 74 ] |